# 特性黏度
特性黏度（Intrinsic viscosity） 是一个用于描述溶质所带来的溶液的黏度变化的物理量，常用 {\displaystyle \left[\eta \right]}表示，其定义为
{\displaystyle [\eta ]=\lim _{\varphi \rightarrow 0}{\frac {\eta -\eta _{0}}{\eta _{0}\varphi }}} 或者:{\displaystyle [\eta ]=\lim _{c\rightarrow 0}{\frac {\eta -\eta _{s}}{\eta _{s}c}}}
此处 {\displaystyle \eta _{s}}是纯溶剂的黏度，{\displaystyle \varphi }是溶质在溶液中的体积分数，{\displaystyle c}是溶质在溶液中的质量浓度，当用体积分数进行定义时，特性黏度是一个纯数；当用质量浓度进行定义时，特性黏度的单位是质量浓度所用单位的倒数。由于它实质上并非黏度，IUPAC建议改用“极限黏数”（limiting Viscosity Number）的称呼，但由于特性黏度这一名词使用已久，多数书籍仍然继续使用。

## 刚性粒子
1906年，爱因斯坦讨论了刚性，之间无相互作用的球型粒子对溶液黏度的影响，发现溶液黏度与球型粒子的体积分数呈线性关系,即:{\displaystyle \eta =\eta _{s}(1+[\eta ]\varphi )},这被称为爱因斯坦方程，并且求出:{\displaystyle [\eta ]=5/2}。

## 哈金斯方程
莫瑞斯·劳雅尔·哈金斯（Maurice Loyal Huggins）对聚合物溶液的黏度就行了研究，发现在低浓度区，黏度与聚合物浓度呈线性关系，但随着聚合物浓度的增加快速上升，并不再是线性关系，哈金斯使用维利展开式来描述这一现象，
{\displaystyle \eta =\eta _{s}(1+[\eta ]c+k_{H}[\eta ]^{2}c^{2}+\cdots }
其中的{\displaystyle \eta }是聚合物溶液的黏度，{\displaystyle \eta _{s}}是纯溶剂的黏度。{\displaystyle k_{H}}是表征溶液中的大分子链之间的作用的参数，称作哈金斯参数，接下来可以推出：
{\displaystyle {\frac {\eta }{\eta _{s}}}-1=[\eta ]c+k_{H}[\eta ]^{2}c^{2}+\cdots }
左面的{\displaystyle {\frac {\eta }{\eta _{s}}}}是溶液黏度和纯溶剂黏度的比值，被称为相对黏度（relative viscosity）或黏度比，{\displaystyle {\frac {\eta }{\eta _{s}}}-1}则被称为增比黏度(specific viscosity)，虽名为黏度，但两者实际上都是无量纲的纯数。
当溶液很稀（浓度c趋近于零）时，大分子链之间的作用可以忽略，所以上式中的浓度的高次项可以忽略，两边除以浓度之后得到：
{\displaystyle {\frac {\eta -\eta _{s}}{\eta _{s}c}}=[\eta ]+k_{H}[\eta ]^{2}c}
这一表达式被称为哈金斯方程（Huggins Equation)，哈金斯参数的范围在0.3（聚合物良溶液）到0.5（聚合物不良溶液）之间。

## 实际应用与克莱默方程
根据特性黏度的定义
{\displaystyle [\eta ]=\lim _{c\rightarrow 0}{\frac {\eta -\eta _{s}}{\eta _{s}c}}}
准备一系列不同浓度的聚合物的稀溶液，使用黏度计测出其黏度，用增比黏度{\displaystyle {\frac {\eta -\eta _{s}}{\eta _{s}}}}对质量浓度或体积分数作图。在浓度足够稀的情况下，所得应该是一条直线，直线的截矩就是特性黏度[ \eta ]，直线的斜率就是k_H[ \eta ]^2，可由此求出哈金斯参数。
实际应用中遇到的一个问题如何判断所配的聚合物溶液已经稀到可以省略哈金斯参数的地步，一般通过下面方法解决：
将哈金斯方程两边取对数：
{\displaystyle ln{\frac {\eta }{\eta _{s}}}=ln(1+[\eta ]c+k_{H}[\eta ]^{2}c^{2}+\cdots }
考虑到自然对数具有以下近似性质：
{\displaystyle ln(1+x+kx^{2})=x+(k-1/2)x^{2}}
可以得到
{\displaystyle ln{\frac {\eta }{\eta _{s}}}=[\eta ]c+(k_{H}-{\frac {1}{2}})[\eta ]^{2}c^{2}+\cdots }
{\displaystyle {\frac {ln{\frac {\eta }{\eta _{s}}}}{c}}=[\eta ]+(k_{H}-{\frac {1}{2}})[\eta ]^{2}c}
这被称为克雷默方程。当使用克雷默方程和哈金斯方程作图可以得到同样的截矩时，可认为所配溶液的浓度范围已经足够稀，若给出不同的截矩，则说明应制备浓度更低的溶液。